# Михаило Градојевић
Михаило Градојевић (Београд 27. новембар 1885 — Београд 27. децембар 1956) био је ентомолог.
Биолошку групу Филозофског факултета у Београду завршио је у Београду. Од 1920. ради као асистент на Пољопривредно-шумарском факултету у Београду. Докторирао је у Прагу 1934. Од 1950. професор Пољопривредног факултата у Београду.
Посветио се наставном и научноистраживачком раду у области пољопривредне и шумарске ентомологоје и пчеларства. Истакао се и као организатор акција за сузбијање штеточина.